# Weitendorfer Bach
Der Weitendorfer Bach ist rechter Zubringer zur Pielach bei Prinzersdorf in Niederösterreich.
Der Weitendorfer Bach entsteht in Gerersdorf durch den Zusammenfluss des Gerersdorfer Baches als rechter und des Eggsdorfer Baches als linker Quellbach, die aus dem Osten nahe beim Stadtgebiet von Sankt Pölten hervorquellen. Der Weitendorfer Bach fließt sodann durch das namensgebende Weitendorf auf die Pielach zu, um in Uttendorf in den Salauer Mühlbach einzufließen. Der Salauer Mühlbach ist ein bei Salau aus der Pielach ausgeleiteter rechter Mühlkanal, der später auch den Kremnitzbach aufnimmt und südlich von Hafnerbach wieder auf die Pielach trifft. Das Einzugsgebiet des Weitendorfer Baches umfasst 4,5 km² in weitgehend offener Landschaft.